# Val-de-Saâne
Val-de-Saâne är en kommun i departementet Seine-Maritime i regionen Normandie i norra Frankrike. Kommunen ligger i kantonen Tôtes som tillhör arrondissementet Dieppe. År 2022 hade Val-de-Saâne 1 468 invånare.

## Befolkningsutveckling
Antalet invånare i kommunen Val-de-Saâne
| Referens: INSEE |